# Flavio Carboni
Flavio Carboni (Torralba, 14 gennaio 1932 – Roma, 24 gennaio 2022) è stato un faccendiere italiano.

## Biografia
Nato da un padre alto funzionario delle Ferrovie dello Stato Italiane e da una madre possidente, Carboni salì alla ribalta del mondo finanziario e immobiliare negli anni settanta. Ha intrattenuto rapporti con personaggi controversi quali l'agente segreto Francesco Pazienza, con il capo della loggia massonica P2 Licio Gelli e con l'ex gran maestro del Grande Oriente d'Italia Armando Corona, nonché con l'allora imprenditore Silvio Berlusconi, di cui è stato socio in affari per il progetto "Costa Turchese", noto anche come "Olbia 2".
A partire dal 1982 Carboni fu arrestato, scontando brevi periodi di detenzione, e venendo imputato. Muore a causa di un infarto il 24 gennaio 2022 all'età di 90 anni.

## Vicende giudiziarie

### Attentato a Rosone
Nel corso del 1981 Roberto Calvi, presidente del Banco Ambrosiano, che in quel momento versava in gravi difficoltà economiche, si sarebbe messo in affari, per tentare di coprire i conti in rosso dell'istituto e salvarsi dal processo in corso a suo carico, con il faccendiere Carboni e il mafioso Pippo Calò, i quali, intenzionati poi a recuperare i soldi affidati a Calvi, sarebbero stati osteggiati dall'allora vicepresidente della banca Roberto Rosone, il quale aveva assunto la guida della banca dopo il fallimento finanziario e aveva vietato ulteriori prestiti senza garanzia concessi dal Banco Ambrosiano ad alcune società legate proprio a Flavio Carboni.
Secondo la ricostruzione accusatoria, Carboni informò Calò dell'accaduto e questi, nell'aprile del 1982, tramite Ernesto Diotallevi, affiliato della Banda della Magliana, incaricò Danilo Abbruciati di eseguire un atto di intimidazione a danno di Rosone. L'attentato però fallì perché Abbruciati riuscì solo a ferire il banchiere e una guardia giurata lo uccise mentre cercava di scappare a bordo di una moto guidata dal complice Bruno Nieddu.
Il 14 gennaio 1994 Carboni e Diotallevi vennero condannati a dieci anni e quattro mesi. Nel gennaio del 1996 in secondo grado furono assolti «per non avere commesso il fatto». Nel maggio del 1997 la Cassazione annullò la sentenza di secondo grado e nel nuovo processo di appello il 23 marzo 1998 i due vennero condannati a dieci anni e due mesi. Tuttavia il 24 febbraio 1999 verranno definitivamente assolti dalla Corte di Cassazione.

### Il caso Calvi
Sospettato da anni di avere legami con la mafia, nel 1997 i magistrati di Roma collegarono Flavio Carboni e Pippo Calò all'omicidio del banchiere Roberto Calvi. Flavio Carboni era infatti sospettato di aver intrattenuto rapporti di un certo spessore con il banchiere assassinato, del quale avrebbe successivamente alla sua morte ricettato la borsa e i documenti contenuti, vendendoli ad un alto prelato dell'Istituto per le Opere di Religione, monsignor Pavol Hnilica. Per tale ricettazione il 2 marzo 2000 fu condannato con il pregiudicato romano Giulio Lena, mentre monsignor Hnilica (che intendeva proteggere, dichiarò, il buon nome della Chiesa cattolica e di papa Giovanni Paolo II) fu assolto per aver agito in stato di necessità. La prima sentenza fu dichiarata nulla per vizio di procedura, ma ne seguì dopo poco un'altra che confermava i dispositivi della prima. Il 23 maggio 2002 Carboni e Lena vennero assolti in appello.
Nel 1997 fu quindi emessa un'ordinanza di custodia cautelare a carico di Pippo Calò e Flavio Carboni, accusati di essere i mandanti dell'omicidio. Il faccendiere, con l'ex compagna Manuela Kleinszig, Pippo Calò ed Ernesto Diotallevi, esponente della Banda della Magliana, finì a processo nell'ottobre del 2005 e venne assolto in primo grado dall'accusa di omicidio aggravato e premeditato in danno di Calvi anche per effetto dello smascheramento del falso alibi inizialmente fornitogli da una parente residente nella capitale inglese. Carboni commentò la sua imputazione definendola "buffonata" e parlando di un "martirio personale". Va notato che poco dopo il rinvio a giudizio della magistratura italiana, quella inglese emise un verdetto definitivo col quale dichiarava che la causa mortis era uno strangolamento operato da due o più persone. Il verdetto venne comunicato lo stesso giorno nel quale in Italia si chiuse la vicenda relativa al coroner inglese che indagava sulla morte di Calvi, al quale vennero rubati a Roma la borsa contenente il computer e molti documenti relativi alle indagini svolte: l'inchiesta sul furto portò alla richiesta di rinvio a giudizio per concorso in ricettazione nei confronti di un italiano, un algerino ed un cinese.
Nel marzo del 2007 il pm Luca Tescaroli aveva invece chiesto l'ergastolo per Calò, Carboni, Diotallevi e Silvano Vittor, accusato di essere stato uno degli esecutori materiali del delitto; assoluzione piena era stata invece richiesta per la Kleinszig. Il 6 giugno di quell'anno furono quindi tutti assolti per insufficienza di prove. Risultava però provato che Cosa nostra avesse utilizzato “il Banco Ambrosiano e lo IOR come tramite per massicce operazioni di riciclaggio. Le assoluzioni verranno confermate in appello il 7 maggio 2010. Nel novembre del 2016, su richiesta del pm Tescaroli, il giudice Simonetta D'Alessandro archivierà l'inchiesta, partita nel 2008, che vedeva indagati Licio Gelli (deceduto nel frattempo, accusato di essere l'organizzatore dell'omicidio), il finanziere svizzero Hans Albert Kunz, l'ex agente segreto Francesco Pazienza (condannato definitivamente per il crac del Banco Ambrosiano), Maurizio Mazzotta (segretario di Pazienza), Vincenzo Casillo (il braccio destro di Raffaele Cutolo morto sette mesi dopo Calvi) e di nuovo Flavio Carboni, tutti collegati alla fase esecutiva del delitto.
Nel processo per il crack del Banco Ambrosiano, il 22 aprile 1998 Flavio Carboni venne condannato in appello a otto anni e sei mesi di reclusione, unitamente a Umberto Ortolani e Licio Gelli, ai quali vennero inflitti dodici anni, e a Francesco Pazienza, condannato a otto anni. Tuttavia, al periodo di detenzione previsto, già notevolmente ridotto in applicazione delle amnistie del 1986 e del 1989, fu detratta la carcerazione preventiva: non fu quindi emesso a suo carico nessun ordine di esecuzione della pena.

### Il caso P3
Nel maggio 2010, all'indomani della sua assoluzione per il delitto Calvi, Carboni viene indagato per concorso in corruzione, nell'ambito di un'inchiesta sugli appalti per l'energia eolica in Sardegna, insieme ad alcuni personaggi di spicco della politica locale e nazionale tra cui il Presidente della Regione Sardegna Ugo Cappellacci e il coordinatore PdL Denis Verdini. Secondo gli investigatori avrebbe influenzato decisioni riguardanti il settore delle energie rinnovabili, arrivando a indicare la nomina del presidente dell'Agenzia regionale per la protezione ambientale, Ignazio Farris, anch'egli indagato. Dalle indagini emersero diversi incontri tra gli indagati, alcuni dei quali, secondo lo stesso Carboni, alla presenza del senatore Marcello Dell'Utri. Ulteriori sviluppi hanno in seguito portato i magistrati inquirenti a ipotizzare i reati di riciclaggio e associazione per delinquere, in relazione alla scoperta di consistenti fondi.
L'8 luglio 2010 viene arrestato. Il gip giustifica l'ordinanza affermando che la sfera di influenza di Carboni non agiva solamente con iniziative volte a realizzare in Sardegna impianti di produzione di energia eolica, ottenendo la nomina di persone a lui gradite e in contatto con Cappellacci e Verdini. Sempre secondo il gip, infatti, Carboni avrebbe più volte, coadiuvato dall'imprenditore Arcangelo Martino e dall'ex componente di commissioni tributarie Giovanni De Donato, provato a entrare nell'attività delle istituzioni, anche per quanto riguarda le decisioni giudiziarie. Ciò a settembre 2009, tentando di pressare i giudici della Corte costituzionale per promuovere un parere positivo sul Lodo Alfano, dunque a favore di Silvio Berlusconi, con riunioni private con Verdini, Dell'Utri, il sottosegretario alla Giustizia, Giacomo Caliendo e i magistrati Antonio Martone e Arcibaldo Miller, a marzo 2010. Carboni avrebbe agito per sostenere la riammissione della lista del Pdl del candidato di centrodestra per le elezioni regionali del 2010 successivamente eletto Governatore della regione Lombardia Roberto Formigoni presso il TAR e, sempre per quanto riguarda le elezioni regionali italiane del 2010, tentando di supportare Nicola Cosentino come candidato Governatore, screditando allo stesso tempo l'altro candidato, poi eletto Presidente della Regione Campania, Stefano Caldoro, attraverso la realizzazione di dossier su frequentazioni di transessuali da parte dello stesso presidente della regione. Gli accusati sono sospettati anche di aver favorito la promozione a presidente della Corte d'appello di Milano del pm Alfonso Marra.
Il 16 marzo 2018 in primo grado Carboni viene condannato a 6 anni e 6 mesi (la Procura chiedeva 3 anni in più) mentre, tra gli altri, Verdini viene assolto e per Cappellacci scatta la prescrizione.

### Altre vicende
Scampato dall'accusa ai danni della filiale di Sassari del Banco di Napoli e assolto in appello per un vizio di forma riguardo al fallimento della Sedis, la società editrice di Tuttoquotidiano (è stato anche socio al 35% de La Nuova Sardegna), Carboni verrà invece arrestato nell'ottobre del 1999 insieme al fratello Andrea e ai figli Claudio e Marco nell'ambito dell'operazione Bingo 2 come conseguenza delle dichiarazioni del camorrista Pasquale Centore, ex sindaco di San Nicola la Strada (Caserta), accusato di aver gestito un grosso traffico di cocaina dal Sudamerica con soldi riciclati dai Carboni in un villaggio in Sardegna; vengono quindi sequestrati per un valore di 130 miliardi lo "Smeralda village" con 177 appartamenti di lusso, terreni a Milano e a Basilio, e una villa al Casaletto (Roma) ma nel 2002 i Carboni verranno assolti.
Secondo il collaboratore di giustizia Francesco Marino Mannoia, Flavio Carboni e Licio Gelli si erano occupati di numerosi investimenti di denaro sporco per conto di Pippo Calò, che curava gli interessi finanziari del clan dei Corleonesi. Antonio Mancini, esponente della Banda della Magliana divenuto collaboratore di giustizia, dichiarò che Carboni costituiva «un anello di raccordo tra la Banda della Magliana, la mafia di Pippo Calò e gli esponenti della loggia P2 di Licio Gelli». 
Secondo l'altro pentito Maurizio Abbatino: «i testaccini Danilo Abbruciati ed Enrico De Pedis, avevano cominciato a investire negli anni settanta-ottanta, con Flavio Carboni, in Sardegna»; Abbruciati investì dunque i proventi dello spaccio della droga in operazioni immobiliari.
Il 4 febbraio 2010 viene ascoltato come testimone in Procura riguardo alla sparizione di Emanuela Orlandi alla luce dei rapporti che ha avuto con il Vaticano e con esponenti della Banda della Magliana come Abbruciati e Diotallevi.
Torna nell'occhio del ciclone nel 2016 per aver incontrato due anni prima a Roma il vice-presidente di Banca Etruria Pier Luigi Boschi, padre dell'allora ministro del PD Maria Elena Boschi, indicandogli, su suggerimento di Gianmario Ferramonti, Fabio Arpe, fratello di Matteo, per il ruolo di direttore generale dell'istituto allora in difficoltà. Tramite dei due è Valeriano Mureddu, imprenditore di origini sarde - cresciuto a Rignano sull'Arno vicino a casa di Matteo Renzi, del cui padre era amico, e poi stabilitosi ad Arezzo - che poi nel 2017 sarà arrestato per il fallimento della Geovision, azienda di imballaggi di Badia al Pino a lui riconducibile, per cui verranno indagati con l'accusa di riciclaggio anche Carboni e l'ex moglie Maria Laura Stenu Concas: avrebbero incassato dalla Geovision e dalla Vertigo quasi un milione di euro, 138.000 dei quali sarebbero stati reimpiegati per tentare di riacquistare all'asta la villa di Carboni al Casaletto (Roma);
L'ex direttrice della filiale di Arezzo di Banca Etruria nel settembre del 2016 racconta alla Guardia di Finanza di aver ricevuto pressioni nel 2014 da parte di Emanuele Boschi, figlio di Pier Luigi e all'epoca funzionario dell'istituto, per l'apertura di un conto corrente e la concessione di una linea di fido senza garanzie alla Geovision e di aver scoperto successivamente che una parte del denaro entrato dalla Svizzera su questo conto si era diretto in uscita alla moglie di Carboni; Boschi jr non verrà mai interrogato e le chiamate intercettate con Mureddu non verranno mai trascritte. Il 29 maggio 2018 Carboni e Mureddu vengono rinviati a giudizio per riciclaggio e bancarotta fraudolenta.
Nell'agosto del 2018 viene indagato dalla Dda di Cagliari insieme ad altre dieci persone, tra cui la moglie Antonella Pau e il figlio Diego, con l'accusa di associazione a delinquere finalizzata al trasferimento fraudolento di valori: tra il 2009 e il 2016 avrebbe intestato a prestanome auto, polizze e quote societarie per schermare la provenienza del denaro e avrebbe aperto due aziende a Londra con soldi di origine illecita.

## Citazione cinematografica
Nel film del 2002 I banchieri di Dio - Il caso Calvi di Giuseppe Ferrara la parte di Flavio Carboni fu interpretata dall'attore Giancarlo Giannini.